# Mangazyn
Mangazyn – polski magazyn wydawnictwa AMPOL sp. z o.o. o tematyce mangi, anime i Japonii. Ukazywał się w okresie od listopada 2003 do września 2004. Łącznie wydano siedem numerów oraz numery specjalne – „Mangazyn 100% Gry” i dwa numery „Mangazynu Extra”. „Mangazyn” specjalizował się w recenzjach mang i anime. Na jego łamach zamieszczano ponadto artykuły pośrednio związane z tą tematyką, jak i felietony traktujące o kulturze, tradycji i obyczajach Japonii, grach komputerowych oraz nowościach wydawniczych na rynku polskim i światowym.
Powstanie „Mangazynu” wiązało się z odejściem z redakcji czasopisma „Kawaii” redaktora naczelnego Pawła Musiałowskiego. Nazwa periodyku wzięła się od rubryki „Mangazyn” w czasopiśmie „PC Shareware”, prowadzonej przez Musiałowskiego.
Inne dodatki do pisma to płyta CD (numer 1) i koreański komiks Tarot Café (numer 2).
Logo „Mangazynu” pisane kanji (w alfabecie łacińskim „man-ga-jin”) znaczy „mangowy człowiek”. Jego autorką jest Naoko Watanabe.